# Krasnoslobodsk (Mordovie)
Pour les articles homonymes, voir Krasnoslobodsk.
Krasnoslobodsk (en russe : Краснослободск) est une ville de la république de Mordovie, en Russie, et le centre administratif du raïon Krasnoslobodski (de Krasnoslobodsk). Sa population s'élève à 9 721 habitants en 2014.

## Géographie
Elle est située sur la rive gauche de la rivière Mokcha, un affluent de l'Oka, à 94 km à l'ouest de Saransk, la capitale de la Mordovie.

## Histoire
Krasnoslobodsk est connue en 1571 comme Krasnaïa Sloboda, un élément du système de défense de l'État de Moscou contre les Tatars et les Nogaïs. Au milieu du XVIIe siècle, la fonction défensive perd son sens, mais la sloboda continue de croître. La sloboda obtient le statut de ville en 1706 et reçoit le nom de Krasnoslobodsk en 1780. Au XVIIIe siècle, des industries sont établies (fer, distillerie) et au siècle suivant les activités commerciales développées.

## Population
Recensements (*) ou estimations de la population
| 1856  | 1897* | 1926* | 1939* | 1959* |
| ----- | ----- | ----- | ----- | ----- |
| 6 200 | 7 381 | 7 182 | 6 000 | 6 477 |

| 1970* | 1979*  | 1989*  | 2002*  | 2010*  |
| ----- | ------ | ------ | ------ | ------ |
| 8 633 | 10 099 | 11 261 | 10 843 | 10 151 |

| 2012  | 2013  | 2014  | - | - |
| ----- | ----- | ----- | - | - |
| 9 978 | 9 783 | 9 721 | - | - |